# 神殿奉献 (ベッリーニ)

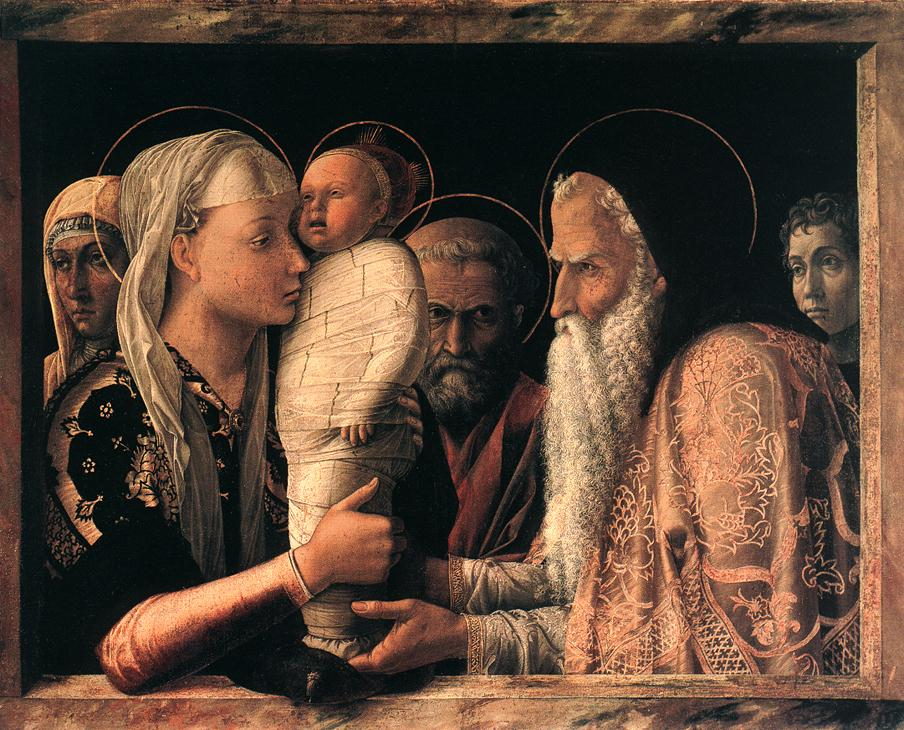
アンドレア・マンテーニャ『神殿奉献』(1455年ごろ)、絵画館 (ベルリン)

『神殿奉献』（しんでんほうけん、伊: Presentazione al Tempio）は、イタリアのルネサンス期ヴェネツィア派の巨匠、ジョヴァンニ・ベッリーニが1460年ごろに描いた「神殿奉献」の絵画である。イタリア、ヴェネツィアのクエリーニ・スタンパリア美術館に所蔵されている。

## 歴史
作品の制作年は不明であるが、通常はアンドレア・マンテーニャ（ベルリン絵画館、1455年頃）による『神殿奉献』の後の制作であると考えられている。実際、シメオンは、マンテーニャの師であったフランチェスコ・スクァルチォーネの人物像に基づくものである。さらに、ベッリーニの作品はマンテーニャの作品と同じ構図を持ち、非常によく似た人物の配置をしている。しかしながら、ベッリーニは左右に一人ずつ、合わせて二人多く人物を描き加えている。
二点の作品の依頼については不明であり、人物が時々示唆されているように、マンテーニャとベッリーニの家族を描いているかどうかは確実ではない。

## 概要と様式
本作の主要人物はマンテーニャの作品とほぼ同じである。聖母は足をクッションの上に置いた幼子イエス・キリストを抱き、髭を生やしたシメオンがイエスを抱きとろうとやってきている。正面には聖ヨセフがいる。一部の学者によると、聖ヨセフはベッリーニの父、ヤコポの肖像画であるとされている。左右の側面には、画家がさらに二人ずつ人物を描いているため、画面はかなり込み入っている。ベッリーニの父親は別として、右側の二人の人物は、ベッリーニ自身とマンテーニャ（またはベッリーニの兄弟のジェンティーレ・ベッリーニ）と識別されている。左側の二人の女性はジョヴァンニとジェンティーレの姉妹であり、マンテーニャの妻であるニコロシアと、聖アンナに扮しているベッリーニの母親と考えられている。
ベッリーニはまた、マンテーニャの銅製の枠組みを欄干に置き換え、人物たちを観察者に近づけて、光輪を省略している。